# Huỳnh Quang Thanh
Huỳnh Quang Thanh (Hồ Chí Minh City, Vietnam, 10 de octubre de 1984) es un exfutbolista de Vietnam que jugaba en la posición de defensa.

## Carrera

### Club
| Periodo   | Club                  | Apariciones | Goles |
| --------- | --------------------- | ----------- | ----- |
| 2003-2005 | Ngân Hàng Đông Á      | 30          | 0     |
| 2005-2013 | Becamex Bình Dương FC | 83          | 2     |
| 2013–2018 | Long An FC            | 134         | 0     |

### Selección nacional
Jugó para Vietnam en 46 ocasiones de 2005 a 2014 y anotó cuatro goles; participó en la Copa Asiática 2007 y en los Juegos Asiáticos de 2006.

## Logros

### Club
- V-League: 2007, 2008

### Selección nacional
- ASEAN Football Championship: 2008

## Estadísticas

### Goles con selección nacional
| #  | Fecha      | Sede                                     | Rival                  | Marcador | Resultado | Torneo                                               |
| -- | ---------- | ---------------------------------------- | ---------------------- | -------- | --------- | ---------------------------------------------------- |
| 1. | 8-7-2007   | Mỹ Đình National Stadium, Hanói, Vietnam | Emiratos Árabes Unidos | 1–0      | 2–0       | 2007 Asian Cup                                       |
| 2. | 10-12-2008 | Surakul Stadium, Phuket, Tailandia       | Laos                   | 3–0      | 4–0       | 2008 AFF Suzuki Cup                                  |
| 3. | 3-7-2011   | Estádio Campo Desportivo, Taipa, Macao   | Macao                  | 1–0      | 7–1       | Clasificación para la Copa Mundial de Fútbol de 2014 |
| 4. | 3-7-2011   | Estádio Campo Desportivo, Taipa, Macao   | Macao                  | 7–1      | 7–1       | Clasificación para la Copa Mundial de Fútbol de 2014 |